# Seznam ohrožených jazyků v Rusku
Ohrožený jazyk je jazyk, u kterého hrozí, že přestane být používán, obvykle proto, že má málo žijících mluvčích. Pokud ztratí všechny své rodilé mluvčí, stane se mrtvým jazykem. Jazyk může být v jedné oblasti ohrožen, ale v jiné vykazovat známky oživení, jako je tomu v případě irštiny.
Ruská federace je domovem obrovského množství malých jazyků, z nichž mnohými hovoří menšiny a původní obyvatelstvo Kavkazu, Uralu a Sibiře. Tyto jazyky jsou stále více ohroženy v důsledku řady faktorů, mezi něž patří:
Moskovizace nebo Rusifikace: Historická politika podpory používání ruštiny na úkor jiných jazyků.
Globalizace: Rostoucí dominance globálních jazyků ve vzdělávání, médiích a obchodu.
Migrace: Přesun lidí pryč od tradičních jazykových komunit.
Organizace spojených národů pro výchovu, vědu a kulturu definuje pět úrovní ohrožení jazyka mezi „bezpečným“ (neohroženým) a „vymřelým“:
Zranitelný – „většina dětí mluví tímto jazykem, ale jeho použití může být omezeno na určité oblasti (např. domácí)“
Rozhodně ohrožený – „děti se již jazyk doma neučí jako svůj mateřský jazyk“
Vážně ohrožený – „jazykem mluví prarodiče a starší generace; ačkoli generace rodičů mu může rozumět, nemluví jím s dětmi ani mezi sebou“
Kriticky ohrožený – „nejmladšími mluvčími jsou prarodiče a starší, mluví jazykem částečně a zřídka“
Vymřelý – „nezbyli žádní mluvčí; do Atlasu zahrnuto, pokud pravděpodobně vymřel od roku 1950“
Níže uvedený seznam zahrnuje výsledky třetího vydání Atlasu ohrožených jazyků světa (2010); dříve (Červená kniha ohrožených jazyků), a také online vydání výše zmíněné publikace, obě publikované UNESCO. Celkem je ohroženo 136 jazyků národů Ruska.
| Jazyk                                     | Stav                       | Země | ISO 639-3 |
| ----------------------------------------- | -------------------------- | --- | --------- |
| Abazínština                               | Rozhodně ohrožený          | Rusko, Turecko | abq       |
| Abcházština                               | Zranitelný                 | Gruzie, Rusko, Turecko | abk       |
| Adygejština (Západní Čerkesština)         | Rozhodně ohrožený          | Irák, Izrael, Jordánsko, Makedonie, Rusko, Sýrie, Turecko | ady       |
| Agulština                                 | Rozhodně ohrožený          | Rusko | agx       |
| Achvaština                                | Rozhodně ohrožený          | Rusko | akv       |
| Alabugatská tatarština nebo nogajština    | Rozhodně ohrožený          | Rusko |           |
| Aleutština (Západní, Komandorské ostrovy) | Kriticky ohrožený          | Rusko | ale       |
| Aljutorština                              | Vážně ohrožený             | Rusko | alu       |
| Andijština                                | Rozhodně ohrožený          | Rusko | ani       |
| Arčinština                                | Rozhodně ohrožený          | Rusko | aqc       |
| Avarština                                 | Zranitelný                 | Rusko | ava       |
| Bagvalština                               | Rozhodně ohrožený          | Rusko | kva       |
| Barabinská tatarština                     | Vážně ohrožený             | Rusko |           |
| Baškirština                               | Zranitelný                 | Rusko | bak       |
| Běloruština                               | Zranitelný                 | Bělorusko, Lotyšsko, Litva, Polsko, Rusko, Ukrajina | bel       |
| Bežtinština                               | Rozhodně ohrožený          | Rusko | kap       |
| Bohtánská novoaramejština                 | Vážně ohrožený             | Gruzie, Rusko | bhn       |
| Botlichština                              | Rozhodně ohrožený          | Rusko | bph       |
| Burjatština (Příbajkalská)                | Vážně ohrožený             | Rusko | bua       |
| Burjatština (Zabajkalská)                 | Rozhodně ohrožený          | Rusko | bua       |
| Selkupština                               | Kriticky ohrožený          | Rusko | sel       |
| Juitština (Čukotka)                       | Vážně ohrožený             | Rusko | ess       |
| Čamalština                                | Rozhodně ohrožený          | Rusko | cji       |
| Čečenština                                | Zranitelný                 | Rusko | che       |
| Čelkanština                               | Vážně ohrožený             | Rusko | che       |
| Čukotština nebo Čukčština                 | Vážně ohrožený             | Rusko | ckt       |
| Čulymština                                | Kriticky ohrožený          | Rusko | clw       |
| Čuvaština                                 | Zranitelný                 | Rusko | chv       |
| Aleutsko-medninský jazyk                  | Vymřelý                    | Rusko |           |
| Darginština                               | Zranitelný                 | Rusko | dar       |
| Dolganština                               | Rozhodně ohrožený          | Rusko | dlg       |
| Východní mys Yupik – Naukanský jazyk      | Kriticky ohrožený          | Rusko | ynk       |
| Východní chantyjština                     | Rozhodně ohrožený          | Rusko | kca       |
| Východní manština                         | Kriticky ohrožený          | Rusko | mns       |
| Východní marijština                       | Rozhodně ohrožený          | Rusko | mhr       |
| Erzja                                     | Rozhodně ohrožený          | Rusko | myv       |
| Evenština (Kamčatský dialekt)             | Vážně ohrožený             | Rusko | eve       |
| Evenština (Sibiřský dialekt)              | Vážně ohrožený             | Rusko | eve       |
| Evenkijština (Severní Sibiř)              | Vážně ohrožený             | Rusko | evn       |
| Evenkijština (Sachalin)                   | Vážně ohrožený             | Rusko | evn       |
| Evenkijština (Jižní Sibiř)                | Vážně ohrožený             | Mongolsko, Rusko | evn       |
| Lesní Enceština                           | Kriticky ohrožený          | Rusko | enf       |
| Lesní něněčtina                           | Vážně ohrožený             | Rusko | yrk       |
| Jižní jukagirština                        | Kriticky ohrožený          | Rusko | yux       |
| Godoberština                              | Rozhodně ohrožený          | Rusko | gdo       |
| Ginuchština                               | Rozhodně ohrožený          | Rusko | gin       |
| Chomšecký dialekt (Kavkaz)                | Vážně ohrožený             | Gruzie, Rusko |           |
| Gunzibština                               | Rozhodně ohrožený          | Rusko | huz       |
| Ižorština                                 | Vážně ohrožený             | Rusko | izh       |
| Ingušština                                | Zranitelný                 | Rusko | inh       |
| Chvaršijština                             | Rozhodně ohrožený          | Rusko |           |
| Itelmenština                              | Kriticky ohrožený          | Rusko | itl       |
| Horsko-židovský jazyk (Džuhuri) (Kavkaz)  | Rozhodně ohrožený          | Ázerbájdžán, Izrael, Rusko | jdt       |
| Kabardština (Východní Čerkesština)        | Zranitelný                 | Rusko, Turecko | kbd       |
| Kalmyčtina                                | Rozhodně ohrožený          | Rusko | xal       |
| Kamasínština                              | Rozhodně ohrožený          | Rusko | xas       |
| Karačajsko-balkarština                    | Zranitelný                 | Rusko | krc       |
| Matorština                                | Vymřelý                    | Rusko | mtm       |
| Karatština                                | Rozhodně ohrožený          | Rusko | kpt       |
| Karelština (Karélie)                      | Rozhodně ohrožený          | Finsko, Rusko | krl       |
| Karelština (Tichvin)                      | Vážně ohrožený             | Rusko | krl       |
| Karelština (Tver)                         | Rozhodně ohrožený          | Rusko | krl       |
| Ketština                                  | Vážně ohrožený             | Rusko | ket       |
| Chakaština                                | Rozhodně ohrožený          | Rusko | kjh       |
| Chamniganská mongolština                  | Rozhodně ohrožený          | Čína, Mongolsko, Rusko | ykh       |
| Chvaršijština                             | Rozhodně ohrožený          | Rusko | khv       |
| Kildin-sámština                           | Vážně ohrožený             | Rusko | sjd       |
| Kilenština                                | Kriticky ohrožený          | Čína, Rusko |           |
| Kilijština                                | Vážně ohrožený             | Rusko |           |
| Kamasínština                              | Vymřelý                    | Rusko | xas       |
| Komi-Zyrjanština                          | Rozhodně ohrožený          | Rusko | kpv       |
| Korjačtina                                | Vážně ohrožený             | Rusko | kpy       |
| Kumandinština                             | Kriticky ohrožený          | Rusko |           |
| Kumykština                                | Zranitelný                 | Rusko | kum       |
| Lakština                                  | Zranitelný                 | Rusko | lbe       |
| Latgalština                               | Zranitelný                 | Lotyšsko, Rusko | ltg       |
| Lezginština                               | Zranitelný                 | Ázerbájdžán, Rusko | lez       |
| Dolnosaská němčina                        | Zranitelný                 | Dánsko, Německo, Nizozemsko, Polsko, Rusko | nds       |
| Ljudikovská karelština                    | Vážně ohrožený             | Rusko | lud       |
| Mokša                                     | Rozhodně ohrožený          | Rusko | mdf       |
| Matorština                                | Vymřelý                    | Rusko | mtm       |
| Nanajština                                | Vážně ohrožený             | Čína, Rusko | gld       |
| Negidalština                              | Kriticky ohrožený          | Rusko | neg       |
| Nganasanština                             | Vážně ohrožený             | Rusko | nio       |
| Nivchština (Amur)                         | Kriticky ohrožený          | Rusko | niv       |
| Nivchština (Sachalin)                     | Vážně ohrožený             | Rusko | niv       |
| Nogajština (Kavkaz)                       | Rozhodně ohrožený          | Rusko | nog       |
| Severní sámština                          | Rozhodně ohrožený          | Finsko, Norsko, Rusko, Švédsko | sme       |
| Severní altajština                        | Vážně ohrožený             | Rusko | atv       |
| Severní chantyjština                      | Rozhodně ohrožený          | Rusko | kca       |
| Severní manština                          | Vážně ohrožený             | Rusko | mns       |
| Severní selkupština                       | Vážně ohrožený             | Rusko | sel       |
| Oloněčtina                                | Rozhodně ohrožený          | Finsko, Rusko | olo       |
| Oročština                                 | Kriticky ohrožený          | Rusko | oac       |
| Oročtina                                  | Kriticky ohrožený          | Rusko | oaa       |
| Osetština                                 | Zranitelný                 | Gruzie, Rusko | oss       |
| Komi-Permjačtina                          | Rozhodně ohrožený          | Rusko |           |
| Pontská řečtina                           | Rozhodně ohrožený          | Arménie, Gruzie, Řecko, Rusko, Turecko, Ukrajina | pnt       |
| Romština                                  | Rozhodně ohrožený          | Albánie, Rakousko, Bělorusko, Bosna a Hercegovina, Bulharsko, Chorvatsko, Česko, Dánsko, Estonsko, Finsko, Francie, Německo, Řecko, Maďarsko, Itálie, Lotyšsko, Litva, Makedonie, Černá Hora, Nizozemsko, Polsko, Rumunsko, Rusko, Srbsko, Slovensko, Slovinsko, Švýcarsko, Turecko, Ukrajina, Velká Británie | rom       |
| Rutulština                                | Rozhodně ohrožený          | Ázerbájdžán, Rusko | rut       |
| Šorština                                  | Vážně ohrožený             | Rusko | cjs       |
| Sibiřská tatarština                       | Rozhodně ohrožený          | Rusko | sty       |
| Kolttasámština                            | Vážně ohrožený             | Finsko, Norsko, Rusko | sms       |
| Jižní altajština                          | Rozhodně ohrožený          | Rusko | alt       |
| Jižní selkupština                         | Kriticky ohrožený          | Rusko |           |
| Sojotština                                | Vymřelý, částečně obnovený | Rusko |           |
| Tabasaranština                            | Zranitelný                 | Rusko | tab       |
| Tazština                                  | Vážně ohrožený             | Rusko |           |
| Teleutština                               | Kriticky ohrožený          | Rusko |           |
| Tajgština                                 | Vymřelý                    | Rusko |           |
| Jokanga-sámština (Ter Sámi)               | Kriticky ohrožený          | Rusko | sjt       |
| Tindinština                               | Rozhodně ohrožený          | Rusko |           |
| Tofalarština                              | Kriticky ohrožený          | Rusko | kim       |
| Truchmenština                             | Rozhodně ohrožený          | Rusko, Turkmenistán |           |
| Cachurština                               | Rozhodně ohrožený          | Ázerbájdžán, Rusko | tkr       |
| Cezština                                  | Rozhodně ohrožený          | Rusko | ddo       |
| Tundrová enceština                        | Kriticky ohrožený          | Rusko | enh       |
| Tundrová něněčtina                        | Rozhodně ohrožený          | Rusko | yrk       |
| Severní jukagirština (Tundra)             | Kriticky ohrožený          | Rusko | ykg       |
| Tuvinština                                | Zranitelný                 | Čína, Mongolsko, Rusko | tyv       |
| Udegejština                               | Kriticky ohrožený          | Rusko | ude       |
| Udmurtština                               | Rozhodně ohrožený          | Rusko | udm       |
| Ulčština                                  | Kriticky ohrožený          | Rusko | ulc       |
| Urumština                                 | Rozhodně ohrožený          | Gruzie, Rusko, Ukrajina | uum       |
| Vepština                                  | Vážně ohrožený             | Rusko | vep       |
| Võruština-Setuština                       | Rozhodně ohrožený          | Estonsko, Rusko | vro       |
| Vodština                                  | Kriticky ohrožený          | Rusko | vot       |
| Horští marijština                         | Vážně ohrožený             | Rusko | mrj       |
| Jakutština                                | Zranitelný                 | Rusko | sah       |
| Komi-jazvinský jazyk                      | Vážně ohrožený             | Rusko |           |
| Jidiš (Evropa)                            | Rozhodně ohrožený          | Rakousko, Bělorusko, Belgie, Česko, Dánsko, Estonsko, Finsko, Francie, Německo, Řecko, Maďarsko, Itálie, Lotyšsko, Litva, Lucembursko, Moldávie, Norsko, Nizozemsko, Polsko, Rumunsko, Rusko, Slovensko, Švédsko, Švýcarsko, Ukrajina, Velká Británie                                                         | ydd       |
| Jurtská tatarština nebo nogajština        | Rozhodně ohrožený          | Rusko | nog       |